# Байнта-Брак
Байнта Брак (Baintha Brakk), або О́гре (англ. the Ogre, «огр») — гора в Пакистані. Висота — 7285 м. Загострена, сильно порізана вершина з химерним рельєфом. Найвища вершина хребта Панмах-Музтаг, у Каракорумі.  87-ма по висоті у світі. Відома як одна з найважчих вершин світу: між першим вдалим сходженням в 1977 році і подальшим в 2001 р. пройшло 24 роки.

## Розташування
Огре розташована в північній частині льодовика Біафо, одного з великих льодовиків центрального Каракоруму. Знаходиться за 75 км на північ від Скарду, головного міста регіону, і за 30 км від дороги в Аскол.

## Особливості
Байнта-Брак є виключною вершиною з її поєднанням абсолютної висоти, піднесенням над навколишньою місцевістю і значною крутизною. Це комплекс  гранітних веж, більш крутих і порізаних, ніж більшість інших Каракорумських піків (східніше розташований Латок (7145 м), втім, не поступається Огре в цьому). Для прикладу, північна стіна Огре підноситься на більш ніж 3000 м над льодовиком Узун Брак при горизонтальній дистанції 2 км. Примітною особливістю гори є величезний жандарм — Південний палець Огре (Lukpilla Brakk) (5380 м).
 … Знизу гора некрасива: кремезна, вона завершується трьома маленькими, схожими на соски скелями. І все-таки вона не позбавлена добірності, якої їй надає Південний стовп — кам'яний палець висотою 900 м …
У цій комбінації крутизни і непередбачуваної форми скель і полягає привабливість Огре для  альпіністів-висотників.

## Історія сходжень
Слідом за двома невдалими спробами в 1971 і 1976 роках, Байнта Брак вперше була підкорена двома британцями: Дагом Скоттом і Крісом Бонінгтоном в 1977 році . Вони піднялися по південно-західному уступу на західний гребінь і через Західну вершину вийшли на Головну. Сходження було ускладнене необхідністю складної роботи на майже вертикальних скельних ділянках, розташованих до того ж на висоті більше 7000 м. Інші члени експедиції — Мо Ентойн, Клів Рауланд, Нік Есткорт — досягли тільки більш низької Західної вершини. Ще один член групи, Тут Брейтвейт, в один з перших же днів отримав важку травму від каменепаду під час спроби підйому на Південний палець.
Спуск Дага і Кріса перетворився на епічну трагедію. При спуску з Головної вершини, зірвавшись (мотузка витримала), Скотт зламав обидві щиколотки. Трохи пізніше Бонінгтон зламав два ребра і заробив жорстку пневмонію. Протягом тижневого спуску в базовий табір не припинявся сильний вітер зі снігом. Проте обидва дісталися до базового табору (Скотт подолав цю відстань на колінах і поповзом), де ще досить довго чекали прибуття допомоги.
Друге успішне сходження на Огре здійснили Урс Штокер, Іван Вольф і Томас Хубер 21 липня 2001 р., через Південний палець по шляху їх першого сходження на другорядний пік Огре III (близько 6800 м). До них по цьому маршруту було зроблено більше 20 невдалих спроб. «American Alpine Journal» назвав їх сходження найбільш значним досягненням сезону 2001 року.
Третє сходження зробили американці Кайл Демпстер та Хайден Кеннеді 21 серпня 2012 року по Південній стороні гори.